# 6278 Ametkhan
6278 Ametkhan è un asteroide della fascia principale. Scoperto nel 1971, presenta un'orbita caratterizzata da un semiasse maggiore pari a 2,4349765 UA e da un'eccentricità di 0,1790820, inclinata di 2,10461° rispetto all'eclittica.